# Lista över romersk-katolska stift i Tyskland

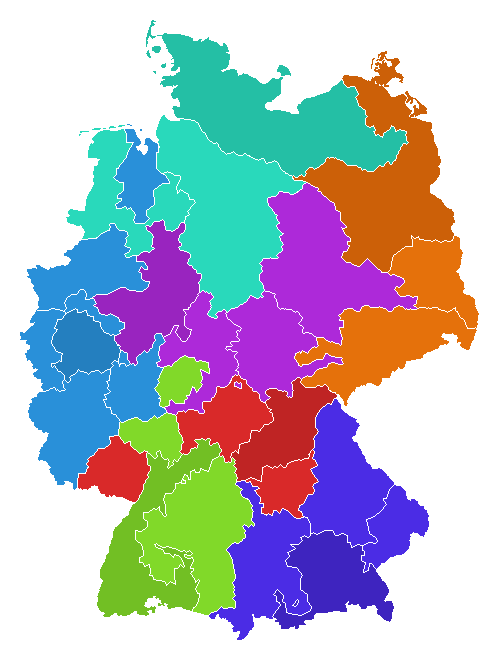
Tysklands indelning i kyrkoprovinser, stift och ärkestift. De olika färgerna anger kyrkoprovinserna. Det stift i varje kyrkoprovins som är markerat med mörkare färg är ärkestiftet.

Den romersk-katolska kyrkan i Tyskland består av sju kyrkoprovinser, var och en ledd av en ärkebiskop. Kyrkoprovinserna är indelade i tjugo stift och sju ärkesift som vart och ett leds av en biskop eller en ärkebiskop.

## Bambergs kyrkoprovins
| Karta | Stift              | Biskop/ärkebiskop        |
|       | Bambergs ärkestift | Ludwig Schick            |
|       | Eichstätts stift   | Gregor Maria Franz Hanke |
|       | Speyers stift      | Karl-Heinz Wiesemann     |
|       | Würzburgs stift    | Friedhelm Hofmann        |

## Berlins kyrkoprovins
| Karta | Stift                  | Biskop/ärkebiskop         |
|       | Berlins ärkestift      | Heiner Koch               |
|       | Dresden-Meissens stift | Joachim Friedrich Reinelt |
|       | Görlitzs stift         | Konrad Zdarsa             |

## Freiburg im Breisgaus kyrkoprovins
| Karta | Stift                       | Biskop/ärkebiskop |
|       | Freiburgs ärkestift         | Robert Zollitsch  |
|       | Mainz stift                 | Peter Kohlgraf    |
|       | Rottenburg-Stuttgarts stift | Gebhard Fürst     |

## Hamburgs kyrkoprovins
| Karta | Stift              | Biskop/ärkebiskop        |
|       | Hamburgs ärkestift | Werner Thissen           |
|       | Hildesheims stift  | Norbert Trelle           |
|       | Osnabrücks stift   | Franz-Josef Hermann Bode |

## Kölns kyrkoprovins
| Karta | Stift           | Biskop/ärkebiskop    |
|       | Kölns ärkestift | Rainer Maria Woelki  |
|       | Aachens stift   | Helmut Dieser        |
|       | Essens stift    | Franz-Josef Overbeck |
|       | Limburgs stift  | Georg Bätzing        |
|       | Münsters stift  | Felix Genn           |
|       | Triers stift    | Stephan Ackermann    |

## München och Freisings kyrkoprovins
| Karta | Stift                           | Biskop/ärkebiskop     |
|       | München och Freisings ärkestift | Reinhard Marx         |
|       | Augsburgs stift                 | Vakant                |
|       | Passaus stift                   | Wilhelm Schraml       |
|       | Regensburgs stift               | Gerhard Ludwig Müller |

## Paderborns kyrkoprovins
| Karta | Stift                | Biskop/ärkebiskop       |
|       | Paderborns ärkestift | Hans-Josef Becker       |
|       | Erfurts stift        | Joachim Wanke           |
|       | Fuldas stift         | Heinz Josef Algermissen |
|       | Magdeburgs stift     | Gerhard Feige           |